# Taraba (estado)
Taraba é um estado no centro-leste da Nigéria, criado em 27 de agosto de 1991. Sua capital é a cidade de Jalingo e no censo de 2012 a população era 2,772,190 habitantes, numa área de 54.473 km².

## Economia
A principal atividade econômica  é a agricultura. 
As principais culturas são o café, amendoim e algodão sendo também o milho, arroz, sorgo e mandioca  produzidas em quantidade comercial para exportação. No planalto de Mambilla e nos vales de Benue e Taraba, a pecuária com criação de ovelhas e cabras são bem presentes. 
Ao longo dos principais e mais extensos rios do estado, a pesca é realizada ao longo de todo o anp. Outras atividades como cerâmica, tecelagem, tinturaria, tapeçaria e serralheria também são realizadas em várias partes do estado.